# Binodoxys harinhalai
Binodoxys harinhalai är en stekelart som beskrevs av Starý 2005. Binodoxys harinhalai ingår i släktet Binodoxys och familjen bracksteklar. Inga underarter finns listade.